# Gaucha fasciata
Gaucha fasciata es una especie de arácnido  del orden Solifugae de la familia Mummuciidae.

## Distribución geográfica
Se encuentra en Brasil y en Uruguay.